# Rusłan Maszczenko
Rusłan Maszczenko (ros. Руслан Мащенко, ur. 11 listopada 1971) – rosyjski lekkoatleta, płotkarz, trzykrotny olimpijczyk (1996, 2000, 2004).
Maszczenko zdobył złoty medal w biegu na 400 metrów podczas Halowych Mistrzostw Europy w Lekkoatletyce (Walencja 1998), jednak przez większość kariery jego koronną konkurencją był bieg na 400 metrów przez płotki, odniósł na tym dystansie liczne sukcesy :
- 4. miejsce na Mistrzostwach Świata w Lekkoatletyce (Göteborg 1995)
- srebrny medal Uniwersjady (Sycylia 1997)
- 1. miejsce na Superlidze Pucharu Europy w Lekkoatletyce (Petersburg 1998)
- srebro podczas Mistrzostw Europy w Lekkoatletyce (Budapeszt 1998)

Maszczenko był także silnym punktem rosyjskiej sztafety 4 × 400 metrów, pomagając jej zdobyć dwa medale na światowych imprezach :
- srebro Halowych Mistrzostwa Świata w Lekkoatletyce (Lizbona 2001)
- srebrny medal podczas Mistrzostw Europy w Lekkoatletyce (Monachium 2002)

## Rekordy życiowe
- bieg na 400 metrów - 45,78 (23 czerwca 1996, Lapinlahti)
- bieg na 400 metrów przez płotki - 48,06 (13 czerwca 1998, Helsinki)
- bieg na 400 metrów (hala) - 45,90 (1 marca 1998, Walencja) – halowy rekord Rosji